# Брюммен
Брюммен (нід. Brummen, нід. вимова: [ˈbrʏmə(n)] ( прослухати)) — місто і муніципалітет у Нідерландах, у провінції Гелдерланд.

## Населені пункти муніципалітету
Міста
- Брюммен
- Ербек

Села
- Галл
- Емпе
- Левенейм

Селища
- Брук
- Ворстонден
- Кортенувер
- Тонден
- Укен

## Топографія
Нідерландська топографічна карта муніципалітету Брюммен, червень 2015 року

## Визначні мешканці
- Стефан Гротгюйс (нар. 1981 в Емпе) — нідерландський ковзаняр, чемпіон зимових Олімпійських ігор 2014 року.

## Галерея

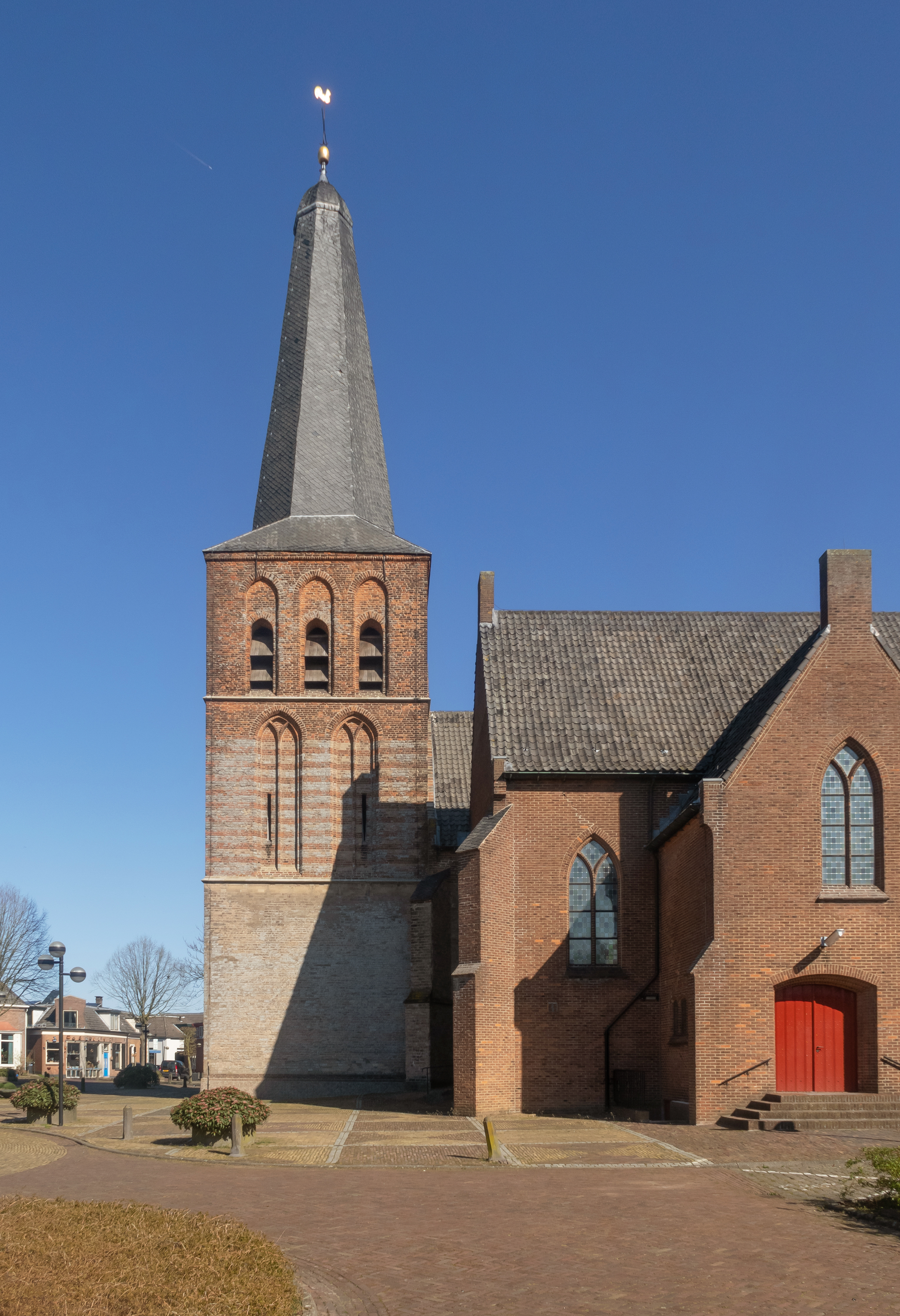
Церковна башта Брюммені
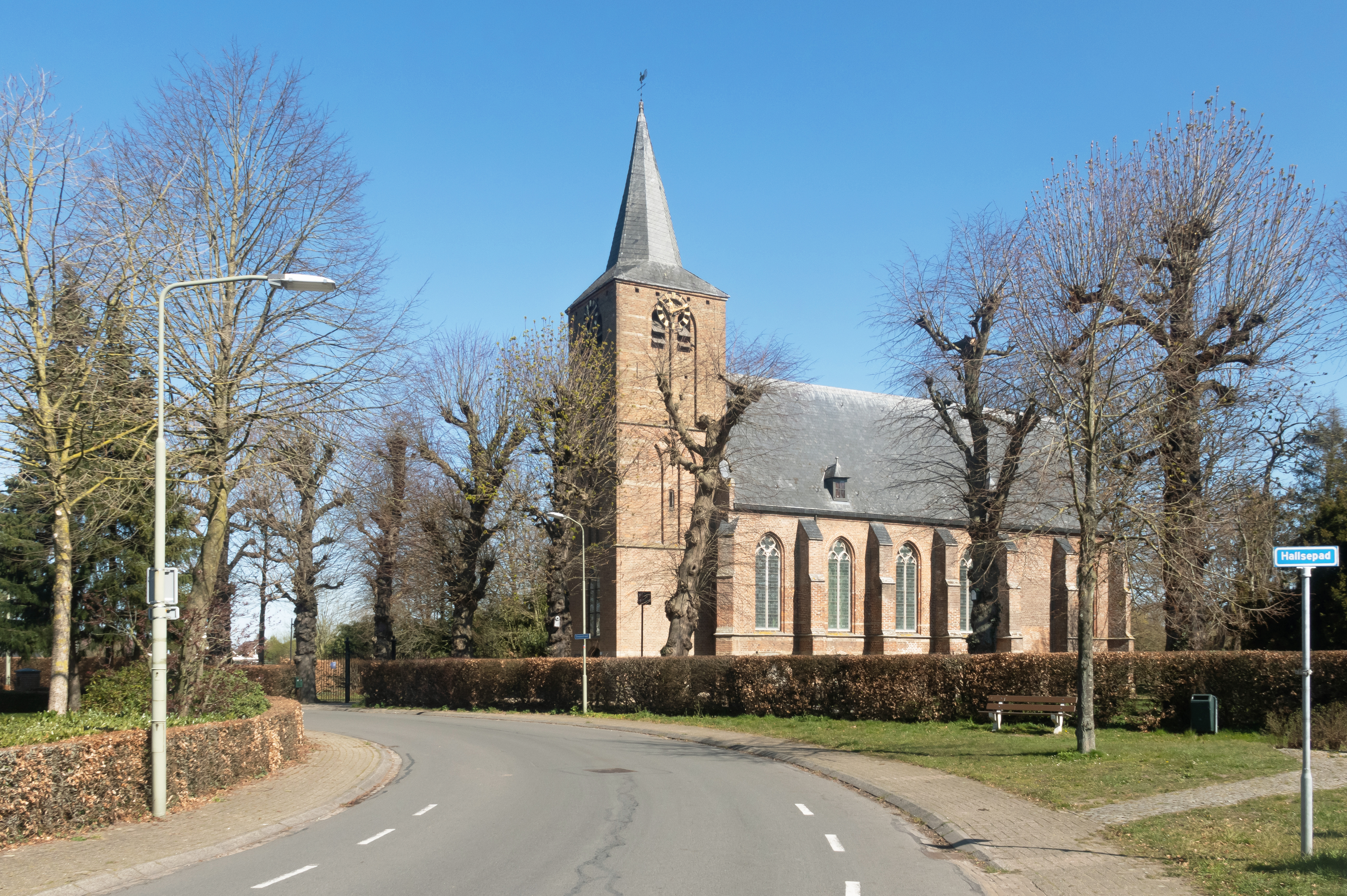
Церква у Галлі
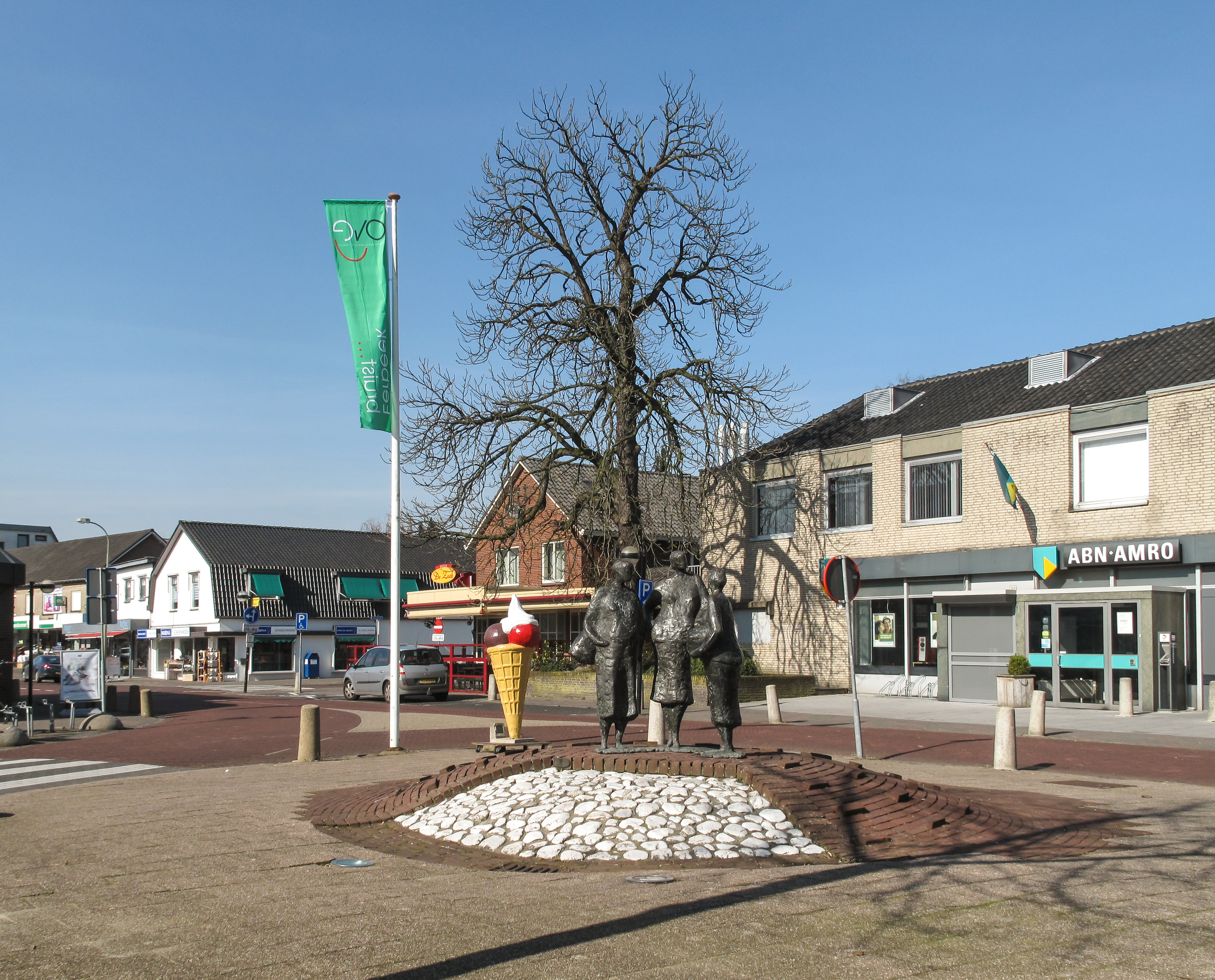
Ербек, вулична панорама
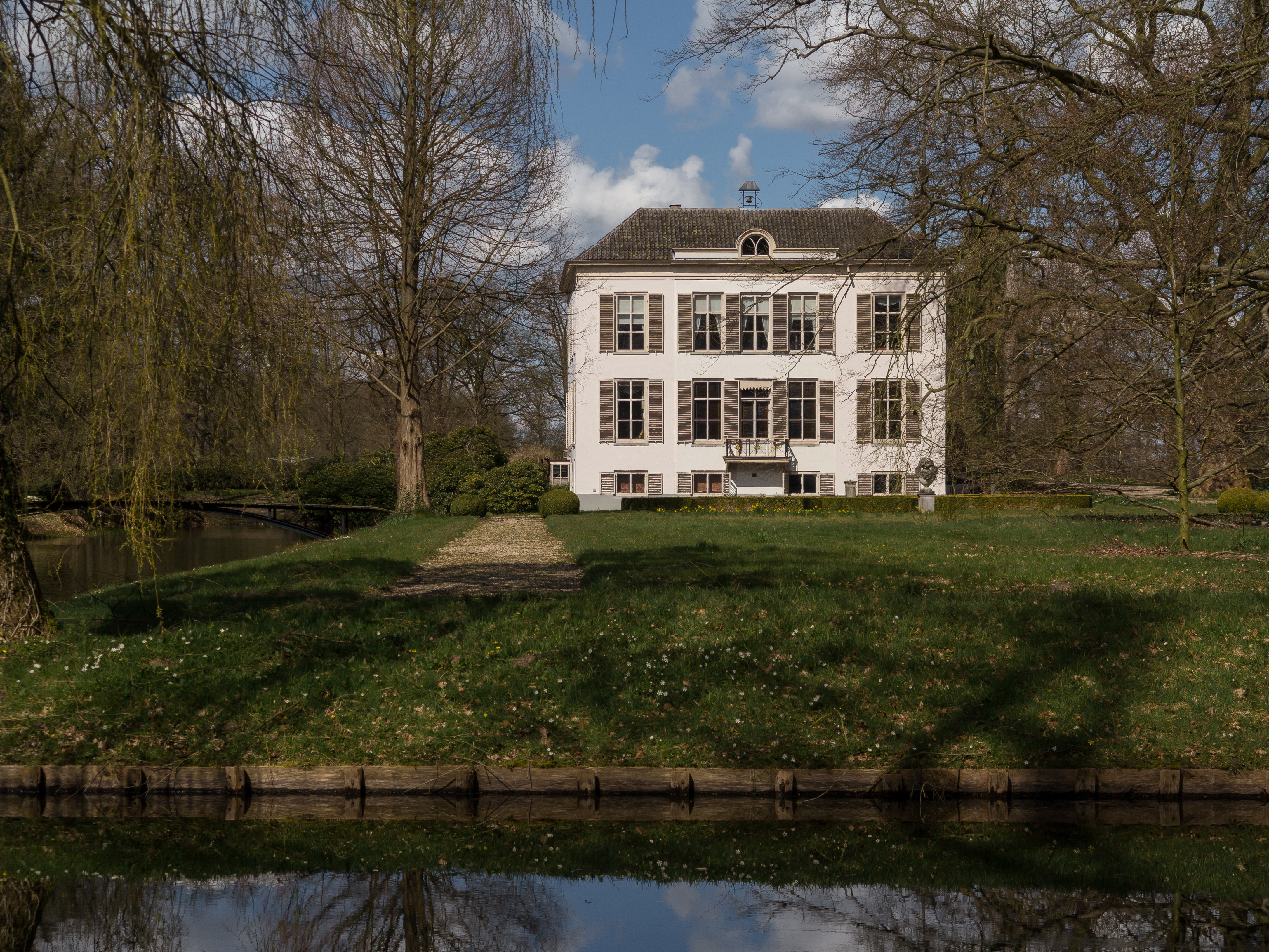
Будинок у Ворстондені